# Chester Withey
Chester Withey (8 de noviembre de 1887 – 6 de octubre de 1939) fue un actor, director y guionista de nacionalidad estadounidense, activo en la época del cine mudo. 

## Biografía
Nacido en Park City, Utah, sus padres eran Chester Henry Withey y Mary E. Kelso. Withey empezó su carrera en el cine mudo como actor en 1913, trabajando en un film producido por American Film Manufacturing Company y dirigido por Wallace Reid. Entre las películas en las que actuó figuran títulos como The Wharf Rat (1916). 
En el mismo año de su debut como actor escribió su primer guion, An Assisted Proposal, film que dirigió Lorimer Johnston. A partir de entonces, Withey intervino en el guion de 15 filmes.
En 1916 se inició en la dirección, decidiendo centrarse en el trabajo detrás de la cámara. En total, a lo largo de su carrera artística participó en la producción de un centenar de cintas. 
Chester Withey se retiró de la dirección en 1928, falleciendo el 6 de octubre de 1939 en California. Había estado casado con Virginia Philley, una guionista que en ocasiones también trabajó como actriz.

## Selección de su filmografía

### Actor
- Love and the Law, de Wallace Reid (1913)
- Where Destiny Guides, de Wallace Reid (1913)
- A Rose of Old Mexico, de Wallace Reid (1913)
- The Latent Spark, de Wallace Reid (1913)
- His Sacrifice (1913)
- Brother Love, de Wallace Reid (1913
- The Lesson (1913)
- The Renegade's Heart, de Wallace Reid (1913)
- The Mute Witness, de Wallace Reid (1913)
- The Homestead Race, de Wallace Reid (1913)
- Suspended Sentence, de Wallace Reid (1913)
- The Kiss, de Wallace Reid (1913
- On the Border, de Wallace Reid (1913)
- When Luck Changes, de Wallace Reid (1913)
- Via Cabaret, de Wallace Reid (1913)
- Pride of Lonesome, de Wallace Reid (1913)
- A Foreign Spy, de Wallace Reid (1913)
- To Err Is Human, de Edward Coxen (1913)
- Jealousy's Trail (1913)
- Single-Handed Jim, de Gilbert P. Hamilton (1913)
- An Even Exchange (1913)
- The Golden Heart (1913)
- Flesh of His Flesh, de Harry A. Pollard (1913)
- Mysterious Eyes (1913)
- Red Sweeney's Defeat, de Tom Ricketts (1913)
- A Fall Into Luck (1913)
- Jim Takes a Chance (1913)
- The Ghost of the Hacienda, de Thomas Ricketts (1913)
- The Flirt and the Bandit, de Thomas Ricketts (1913)
- Crooks and Credulous (1913)
- Taming a Cowboy, de G.P. Hamilton (1913)
- Courage of Sorts (1913)
- The Making of a Woman, de Thomas Ricketts (1913)
- Hidden Treasure Ranch, de Lorimer Johnston (1913)
- The Step Brothers, de Thomas Ricketts (1913)
- In Three Hours, de Tom Ricketts (1913)
- Martha's Decision, de Thomas Ricketts (1913)
- An Assisted Proposal, de Lorimer Johnston (1913)
- The Trail of the Lost Chord, de Thomas Ricketts (1913)
- Armed Intervention, de Thomas Ricketts (1913)
- The Circle of Fate, de Raymond B. West (1914)
- The Colonel's Adopted Daughter
- The Play's the Thing
- Mario, de Raymond B. West (1914)
- A Barrier Royal
- The Colonel's Orderly
- The Geisha, de Raymond B. West (1914)
- The Silent Witness, de Charles Giblyn (1914)
- The Fires of Ambition
- The Brand of Cain, de Charles Giblyn (1914)
- The Pearl of the Sea (1914)
- The Oubliette, de Charles Giblyn (1914)
- The Higher Law, de Charles Giblyn (1914)
- Unwinding It (1915)

### Director
- The Devil's Needle (1916)
- The Old Folks at Home (1916)
- The Wharf Rat (1916)
- The Bad Boy (1917)
- A Woman's Awakening (1917)
- Madame Bo-Peep (1917)
- An Alabaster Box (1917)
- Nearly Married (1917)
- The Hun Within (1918)
- On the Quiet (1918)
- In Pursuit of Polly (1918)
- Maggie Pepper (1919)
- Little Comrade (1919)
- The New Moon (1919)
- The Teeth of the Tiger (1919)
- She Loves and Lies (1920)
- Romance (1920)
- Coincidence (1921)
- Lessons in Love (1921)
- Wedding Bells (1921)
- Arctic Adventure (1922)
- Domestic Relations (1922)
- Heroes and Husbands (1922)
- Outcast (1922)
- Richard the Lion-Hearted (1923)
- A Cafe in Cairo (1924)
- Pleasure Buyers (1925)
- Queen o'Diamonds (1926)
- Secret Orders (1926)
- The Impostor (1926)
- Her Honor, the Governor (1926)
- Going the Limit (1926)
- The Bushranger (1928)

### Guionista
- An Assisted Proposal, de Lorimer Johnston (1913)
- Caught by the Handle, de Edward Dillon (1915)
- Beppo, the Barber, de Edward Dillon (1915)